# Pädagogische Hochschule Hokkaidō

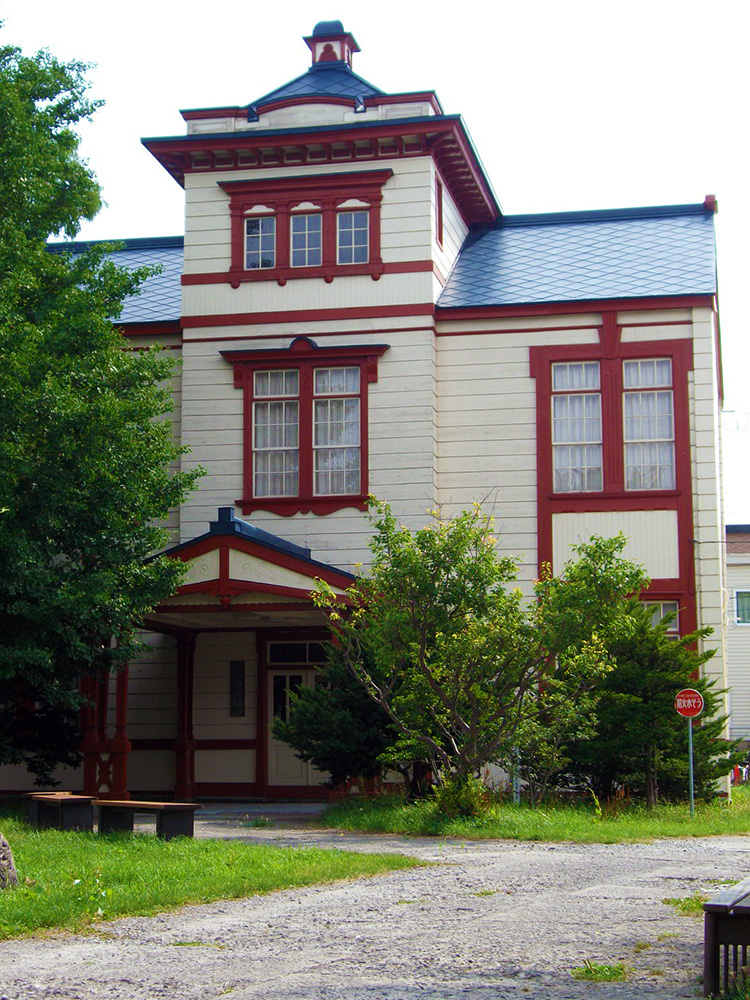
Geschichtsmuseum für Nordische Bildung (im Hakodate-Campus), erbaut 1914 als Hauptgebäude der Normalschule Hakodate

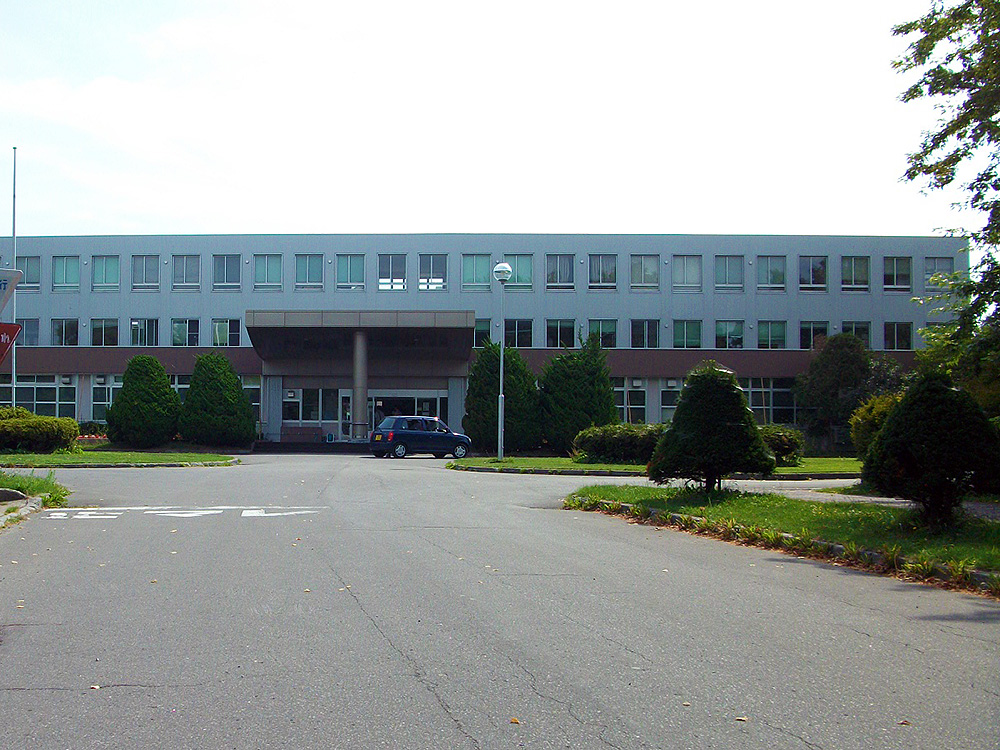
Hakodate-Campus

Die Pädagogische Hochschule Hokkaidō (jap. 北海道教育大学, Hokkaidō kyōiku daigaku, engl. Hokkaido University of Education, kurz: Hokkyōdai (北教大) oder HUE) ist eine staatliche pädagogische Hochschule in Japan. Der Hauptcampus liegt in Kita-ku, Sapporo in der Präfektur Hokkaidō.

## Geschichte
Die Hochschule wurde 1949 durch den Zusammenschluss der vier staatlichen Normalschulen (pädagogischen Fachhochschulen) gegründet. Die vier waren:
- die Erste Normalschule Hokkaidō (北海道第一師範学校, Hokkaidō dai-ichi shihan gakkō, in Sapporo, gegründet 1877),
- die Zweite Normalschule Hokkaidō (北海道第二師範学校, Hokkaidō dai-ni shihan gakkō, in Hakodate, gegründet 1876),
- die Dritte Normalschule Hokkaidō (北海道第三師範学校, Hokkaidō dai-san shihan gakkō, in Asahikawa, gegründet 1923), und
- die Jugend-Normalschule Hokkaidō (北海道青年師範学校, Hokkaidō seinen shihan gakkō, in Iwamizawa, gegründet 1923).

Die Hochschule hieß zuerst Hochschule für Liberal Arts Hokkaidō (北海道学芸大学, Hokkaidō gakugei daigaku) und bestand aus fünf Zweigschulen („Campus“ seit 1993) in Sapporo, Hakodate, Asahikawa, Iwamizawa und Kushiro gemäß der Weite der Präfektur. 1966 wurde die Hochschule in Pädagogische Hochschule Hokkaidō umbenannt. 1987 zog die Zweigschule Sapporo in den heutigen Campus. 1992 gründete sie die Graduate School (Masterstudiengänge).

## Fakultäten
Die Hochschule hat eine Fakultät – die Fakultät für Pädagogik.
- Sapporo-Campus (43° 10′ 5,7″ N, 141° 23′ 45,9″ OKoordinaten: 43° 10′ 5,7″ N, 141° 23′ 45,9″ O):
  - Kurse für Grund- und Mittelschullehrerausbildung
- Asahikawa-Campus (43° 47′ 17″ N, 142° 20′ 54,6″ O):
  - Kurse für Grund- und Mittelschullehrerausbildung
- Hakodate-Campus (41° 47′ 33,2″ N, 140° 44′ 28,4″ O):
  - Kurse für Human- und Regionalwissenschaften
- Kushiro-Campus (42° 58′ 52,3″ N, 144° 23′ 55,8″ O):
  - Kurse für Grund- und Mittelschullehrerausbildung
- Iwamizawa-Campus (43° 11′ 16,1″ N, 141° 46′ 33,5″ O):
  - Kurse für Künste und Sport